# Fernando de Sousa e Silva

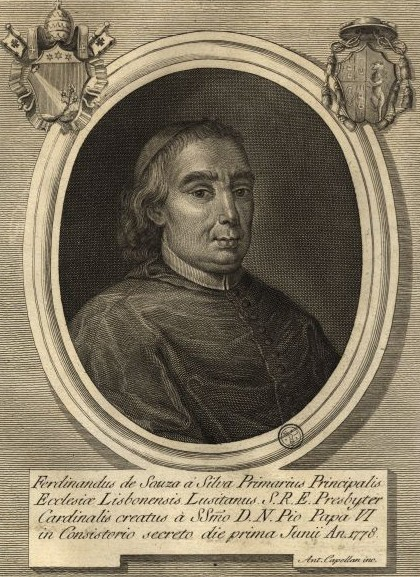
Kardinal Fernando de Sousa e Silva

Fernando de  (* 5. Dezember 1712 in Lissabon; † 11. April 1786, ebenda) war ein Kardinal der katholischen Kirche und Patriarch von Lissabon.

## Leben
Der Sohn des Grafen von Sant’Iago besuchte die Universität Coimbra, wo er auch ein Lizentiat in Kirchenrecht erwarb. Am 13. April 1721 hatte er die Tonsur empfangen, welcher am 17. September 1734 die Minores und am 20. Dezember 1738 die Diakonenweihe folgten. Am 10. Mai 1739 folgte die Priesterweihe. Papst Pius VI. erhob Sousa e Silva vor seiner Wahl zum Patriarchen am 1. Juni 1778 zum Kardinal und verlieh ihm den Rang eines Kardinalpriesters, ohne ihm jedoch eine Titelkirche zuzuweisen. Als Bischofsvikar und Kanoniker der Kathedrale von Lissabon, wurde de Sousa noch am 14. August 1778 zum Patriarchen von Lissabon erwählt und am 1. März 1779 vom Papst bestätigt, worauf er am 30. Mai 1779 die Bischofsweihe empfing.